# Serie B 1971/1972
Soutěžní ročník Serie B 1971/1972 byl 40. ročník druhé nejvyšší italské fotbalové ligy. Konal se od 26. září 1971 do 18. června 1972.
Nejlepším střelcem se stal italský hráč Giorgio Chinaglia (Lazio), když vstřelili 21 branek.

## Události
Z 1. ligy sestoupila Foggia, Lazio a Catania. Naopak postup ze 3. ligy slavilo poprvé ve své klubové historii Sorrento, po roce se vrátila Reggiana a také Janov.
Překvapivě Ternana, které v minulé sezoně obsadilo 12. místo, se dostalo do vedení již od 8. kola. Po první polovině sezóny se s Palermem dělilo o vedení soutěže, ale od 26. kola již nikoho před sebe nepustilo a na konci sezony se mohlo radovat k prvnímu postupu do Serie A. Byl to historický postup, protože současně znamenal postup prvního klubu z regionu Umbrie. Dalším postupujícím se stalo Lazio a Palermo, které mělo o jeden a resp. dva body.
V dolní části tabulky Modena, Livorno a nováček Sorrento spadly do Serie C. Další dva nováčci Janov a Reggiana se zachránili, zatímco Granata se dokázali zapojit do boje o postup.

## Účastníci
| Klub     | Město           | Stadion                    | Trenér                                                                              | Minulá sezona                            |
| -------- | --------------- | -------------------------- | ----------------------------------------------------------------------------------- | ---------------------------------------- |
| Arezzo   | Arezzo          | Stadio Comunale            | Dino Ballacci                                                                       | 7. místo v Serii B                       |
| Bari     | Bari            | Stadio della Vittoria      | Lauro Toneatto                                                                      | 4. místo v Serii B                       |
| Brescia  | Brescia         | Stadio Mario Rigamonti     | Andrea Bassi (1.–32. kolo) Giuliano Piovanelli                                      | 5. místo v Serii B                       |
| Catania  | Catania         | Stadio Cibali              | Luigi Valsecchi + Salvatore Calvanese (1.–3. kolo) Carmelo Di Bella                 | 16. místo v Serii A (sestup)             |
| Cesena   | Cesena          | Stadio "Fiorita"           | Luigi Radice                                                                        | 16. místo v Serii B                      |
| Como     | Como            | Stadio Giuseppe Sinigaglia | Eugenio Bersellini                                                                  | 10. místo v Serii B                      |
| Foggia   | Foggia          | Stadio Pino Zaccheria      | Héctor Puricelli                                                                    | 14. místo v Serii A (sestup)             |
| Janov    | Janov           | Stadio Luigi Ferraris      | Arturo Silvestri                                                                    | 1. místo ve skupině B v Serii C (postup) |
| Lazio    | Řím             | Stadio Olimpico            | Tommaso Maestrelli                                                                  | 15. místo v Serii A (sestup)             |
| Livorno  | Livorno         | Stadio Comunale            | Domenico Rosati (1.–10. kolo) Costanzo Balleri (11.–28. kolo) Dino Bonsanti         | 14. místo v Serii B                      |
| Modena   | Modena          | Stadio Alberto Braglia     | Armando Cavazzuti (1.–4. kolo) Leandro Remondini (5.–28. kolo) Leonardo Costagliola | 9. místo v Serii B                       |
| Monza    | Monza           | Stadio Gino Alfonso Sada   | Franco Viviani                                                                      | 15. místo v Serii B                      |
| Novara   | Novara          | Stadio Comunale            | Carlo Parola                                                                        | 11. místo v Serii B                      |
| Palermo  | Palermo         | Stadio La Favorita         | Benigno De Grandi                                                                   | 13. místo v Serii B                      |
| Perugia  | Perugia         | Stadio Santa Giuliana      | Guido Mazzetti                                                                      | 6. místo v Serii B                       |
| Reggiana | Reggio Emilia   | Stadio Arena Garibaldi     | Ezio Galbiati                                                                       | 1. místo ve skupině A v Serii C (postup) |
| Reggina  | Reggio Calabria | Stadio Comunale            | Egizio Rubino (1.–12. kolo) Maino Neri (13.–28. kolo) Olmes Neri                    | 8. místo v Serii B                       |
| Sorrento | Sorrento        | Stadio San Paolo           | Nicola D'Alessio Monte (1.–15. kolo) Pasquale Atripaldi                             | 1. místo ve skupině C v Serii C (postup) |
| Taranto  | Taranto         | Stadio Salinella           | Mario Caciagli                                                                      | 17. místo v Serii B                      |
| Ternana  | Terni           | Stadio Libero Liberati     | Corrado Viciani                                                                     | 12. místo v Serii B                      |

## Tabulka
| Poř. | Tým      | Z  | V  | R  | P  | VG | OG | B  |
| ---- | -------- | -- | -- | -- | -- | -- | -- | -- |
| 1.   | Ternana  | 38 | 18 | 14 | 6  | 43 | 28 | 50 |
| 2.   | Lazio    | 38 | 18 | 13 | 7  | 48 | 28 | 49 |
| 3.   | Palermo  | 38 | 17 | 14 | 7  | 35 | 22 | 48 |
| 4.   | Como     | 38 | 14 | 18 | 6  | 35 | 24 | 46 |
| 5.   | Reggiana | 38 | 14 | 17 | 7  | 42 | 23 | 45 |
| 6.   | Cesena   | 38 | 13 | 17 | 8  | 36 | 25 | 43 |
| 7.   | Perugia  | 38 | 15 | 13 | 10 | 35 | 29 | 43 |
| 8.   | Catania  | 38 | 14 | 13 | 11 | 34 | 27 | 41 |
| 9.   | Foggia   | 38 | 13 | 15 | 10 | 39 | 33 | 41 |
| 10.  | Janov    | 38 | 14 | 13 | 11 | 35 | 34 | 41 |
| 11.  | Bari     | 38 | 12 | 16 | 10 | 36 | 31 | 40 |
| 12.  | Brescia  | 38 | 11 | 16 | 11 | 29 | 25 | 38 |
| 13.  | Taranto  | 38 | 11 | 14 | 13 | 29 | 31 | 36 |
| 14.  | Novara   | 38 | 14 | 8  | 16 | 40 | 45 | 36 |
| 15.  | Arezzo   | 38 | 8  | 17 | 13 | 28 | 37 | 33 |
| 16.  | Reggina  | 38 | 8  | 13 | 17 | 23 | 41 | 29 |
| 17.  | Monza    | 38 | 6  | 16 | 16 | 20 | 37 | 28 |
| 18.  | Livorno  | 38 | 7  | 12 | 19 | 21 | 42 | 26 |
| 19.  | Sorrento | 38 | 8  | 9  | 21 | 23 | 42 | 25 |
| 20.  | Modena   | 38 | 5  | 12 | 21 | 22 | 49 | 22 |

Poznámky
- Z = Odehrané zápasy; V = Vítězství; R = Remízy; P = Prohry; VG = Vstřelené góly; OG = Obdržené góly; B = Body
- za výhru 2 body, za remízu 1 bod, za prohru 0 bodů.
- při rovnosti bodů rozhodovalo skóre.

|  | Postup do Serie A |
|  | Sestup do Serie C |

## Střelecká listina
| Pořadí | Jméno             | Klub     | Branky |
| ------ | ----------------- | -------- | ------ |
| 1.     | Giorgio Chinaglia | Lazio    | 21     |
| 2.     | Mauro Listanti    | Cesena   | 14     |
| 3.     | Luigino Vallongo  | Como     | 13     |
| 3.     | Giovanni Urban    | Perugia  | 13     |
| 5.     | Enzo Ferrari      | Palermo  | 12     |
| 5.     | Giuseppe Massa    | Lazio    | 12     |
| 7.     | Carlo Jacomuzzi   | Novara   | 11     |
| 7.     | Nello Saltutti    | Foggia   | 11     |
| 7.     | Flaviano Zandoli  | Reggiana | 11     |